# Friendly Enemies (película de 1925)
Friendly Enemies es una comedia y thriller muda estadounidense 1925 americana dirigida por George Melford y protagonizada por Joe Weber, Lew Campos y Virginia Brown Faire. Está basado en una obra teatral del mismo título de 1918, y era parte de un grupo de películas con temática de la Primera Guerra Mundial estrenadas a mediados de los años 1920. Se hizo un remake sonoro en 1942 con el mismo nombre.

## Parcela
Dos inmigrantes alemanes han tenido un próspero crecimiento en los Estados Unidos. Sin embargo, cuando estalla la Primera Guerra Mundial Carl Pfeiffer simpatiza con el Imperio alemán, incluso después de que los Estados Unidos ingresara en la guerra. Mientras su amigo es firmemente leal a la nación donde vive, Pfeiffer proporciona fondos y asistencia a una red de espionaje alemán. Él inconscientemente les ayuda a planear un sabotaje a un portatropas en que su propio hijo se encuentra viajando a Europa para luchar en el frente occidental. Pfeiffer tiene un cambio drástico de opinión y con la ayuda de su amigo y los servicios de inteligencia estadounidenses frustra el plan y acorrala a la red espía del enemigo.

## Reparto
- Joe Weber como Henry Block
- Lew Fields como Carl Pfeiffer
- Eugenie Besserer como la señora Marie Pfeiffer
- Virginia Brown Faire como June Block
- Jack Mulhall como William Pfeiffer
- Fred Kelsey como Adolfo
- Stuart Holmes como Miller
- Lucille Lee Stewart como Hilda Schwartz
- Nora Hayden como Nora
- Jules Hanft como Frederick Schnitzler

## Preservación
Sin copias conocidas en ningún archivo de fílmico, es considerada una película perdida .